# جائزة بريطانيا الكبرى للدراجات النارية 1995
جائزة بريطانيا الكبرى للدراجات النارية 1995 هو سباق دراجات نارية أقيم بتاريخ 23 يوليو 1995 في دونينجتون بارك. كان الجولة التاسعة من أصل 13 في سباق الجائزة الكبرى للدراجات النارية موسم 1995. فاز ميك دوهان بفئة الموتو جي بي بينما جاء داريل بيتي في المركز الثاني.

## وصلات خارجية
- الموقع الرسمي